# Балашов, Виктор Андреевич
Виктор Андреевич Балашов (1937—1997) — советский и российский учёный, доктор исторических наук, профессор; действительный член Академии социальных наук (1994), академик Международной педагогической академии (1996).
Автор более 100 научных и научно-методических работ, в том числе нескольких монографий по истории Мордовии, проблемам этнокультурных процессов Урало-Поволжья.

## Биография
Родился 1 января 1937 года в селе Зарубкино Зубово-Полянского района Мордовской АССР в крестьянской семье, мокшанин.
Окончив школу-семилетку в соседнем селе Каргал, поступил в Зубово-Полянское педагогическое училище. После училища, в 1955 году, поступил в Саранский педагогический институт (ныне Мордовский государственный университет имени Н. П. Огарёва), где получил специальность историка. Свою трудовую деятельность Виктор Балашов начал в 1960 году учителем истории в Архангельской области. В 1961 году был призван в Советскую армию. После демобилизации работал директором одной из средних школ в Кабардино-Балкарии.
Вернувшись в Саранск, в октябре 1964 года поступил в аспирантуру Научно-исследовательского института языка, литературы и этнографии при Совете министров Мордовской АССР. С мая 1967 года работал ассистентом кафедры истории СССР Мордовского государственного университета. В 1969 году защитил кандидатскую диссертацию на тему «Переустройство хозяйства, культуры и быта мордовского крестьянства за годы Советской власти : (Историко-этнографическое исследование на материалах Зубово-Полянского района Мордовской АССР)». С этого времени работал в университете старшим преподавателем, доцентом, заместителем декана историко-географического факультета. С июня 1991 года был деканом исторического факультета. В этом же году защитил докторскую диссертацию на тему «Быт сельской Мордвы: история, современное состояние, тенденции развития (1860—1980 годы)». В феврале 1992 года избран заведующим кафедрой новейшей истории народов России, одновременно назначен первым проректором Мордовского государственного университета.
В начале 1990-х годов под руководством В. А. Балашова была проведена комплексная этносоциологическая экспедиция по исследованию фольклорной и профессиональной культуры народностей, проживающих на территории Мордовии, Оренбургской, Пензенской и Самарской областей. Возглавлял республиканское отделение общества «Знание», был делегатом на его съездах в Москве. Участвовал в редактировании ряда крупных монографических изданий, являлся членом редколлегий журналов «Финно-угроведение» и «Вестник Мордовского университета».
Умер 29 июля 1997 года в Саранске. Был похоронен на городском кладбище № 2.
Удостоен званий «Заслуженный деятель науки РФ» (30.05.1995) и «Почётный гражданин Зубово-Полянского района».